# Agropyre à épi
Pseudoroegneria spicata
Pour les articles homonymes, voir Pseudoroegneria et Spicata.
Espèce
Classification APG II (2003)
L'Agropyre à épi (Pseudoroegneria spicata) est une espèce végétale de la famille des Poaceae.